# Saguntum ostroma
Saguntum ostroma a második pun háború nyitánya volt, Kr. e. 219 és 218 között zajlott. A város elfoglalása nyolc hónapot vett igénybe, de végül is sikerrel járt. Karthágó ezzel uralma alá hajtotta az Iberusztól délre fekvő területeket is, így felrúgva a Hasdrubal által kötött paktumot. Ezek után Róma hivatalosan is hadat üzent Karthágónak, amivel kezdetét vette a 18 évig tartó háború.

## Hannibal tervei
Hannibal i. e. 221-ben, mindössze 26 évesen lett Hispania főparancsnoka. Két évet töltött el egy átfogó terv kidolgozásával. Róma tengeri fölénye miatt az egyetlen esélye a szárazföldi támadás volt, az Alpokon keresztül. Utánpótlásai fedezésére nem kerülhetett meg egy ilyen erős várat.

## Az ostrom
A város terve egyszerű volt: kitartani, amíg a rómaiak felmentik őket. Tényleges segítség nem érkezett, ezért a várost nyolc hónap véres küzdelem után elfoglalták a karthágóiak.

## Következmények
A város elfoglalása casus belliül szolgált a második pun háborúhoz.

## Fordítás
- Ez a szócikk részben vagy egészben  a   Siege of Saguntum  című angol Wikipédia-szócikk fordításán alapul.  Az eredeti cikk szerkesztőit annak laptörténete sorolja fel. Ez a jelzés csupán a megfogalmazás eredetét és a szerzői jogokat jelzi, nem szolgál a cikkben szereplő információk forrásmegjelöléseként.